# پچیم
پچیم (به لهستانی:  Pcim) یک روستا در لهستان است که در گمینا پچیم واقع شده‌است. پچیم ۴٬۹۰۰ نفر جمعیت دارد.